# Tre uomini a zonzo
Tre uomini a zonzo (Three Men on the Bummel), è un romanzo di Jerome K. Jerome del 1900 che ebbe un tale successo in Germania da essere usato come libro di testo.

## Trama
La storia prende il via alcuni anni dopo le avventure narrate nel precedente libro: Tre uomini in barca (per non parlare del cane). I tre protagonisti, leggermente invecchiati, partono per un giro turistico in bicicletta nella Germania imperiale di fine Ottocento. La comicità delle situazioni descritte raggiunge un discreto livello, anche se le notazioni paesaggistiche, pittoresche e sentimentali viste in Tre uomini in barca appaiono qui in tono lievemente minore, forse a causa della distanza psicologica dell'autore dal soggetto rappresentato.
Nei capitoli finali il libro assume un tono più serio come nella descrizione della Mensur e per fare un'analisi sulla società e sulla cittadinanza tedesca, pronta all'addestramento ed all'ubbidienza. Il popolo tedesco viene definito altruista, gentile e cordiale e, forse, il miglior popolo del mondo, ma l'autore cautamente, e forse anche percependo il sentore di una tragedia imminente, si augura che sia amministrato da governanti responsabili, proprio per il pericolo insito nell'animo prussiano di far qualsiasi cosa l'autorità gli richieda.

## Personaggi
- Jerome o più comunemente J.: protagonista e voce narrante del libro;
- Harris: secondo protagonista;
- George: terzo protagonista;
- Ethelbertha: moglie di J.;
- Clara: moglie di Harris.

## Edizioni
- Jerome K. Jerome, Tre uomini a zonzo, Illustrazioni di L.Maraja, I Grandi Classici per la Gioventù, Edizioni Accademia - Milano, 1976,  pp.207.
- Jerome K. Jerome, Tre uomini a zonzo, introduzione di Giorgio Manganello, tradotto da Alberto Tedeschi e contenente le illustrazioni della prima edizione, La Bur dei Ragazzi, BUR, 1985,  pp.240, ISBN 88-17-13127-X.
- Jerome K. Jerome, Tre uomini a zonzo, I delfini, Fabbri, 2003,  pp.336, ISBN 978-88-451-8134-4.
- Jerome K. Jerome, Tre uomini a zonzo, con illustrazioni, I birilli, De Agostini, 2008,  pp.208, ISBN 978-88-418-4685-8.
- Jerome K. Jerome, Tre uomini in barcaTre uomini a zonzo., Grandi tascabili economici, Newton Compton, 2010,  pp.352, ISBN 978-88-541-1943-7.